# Triptognathus sibilans
Triptognathus sibilans är en stekelart som först beskrevs av Johann Ludwig Christian Gravenhorst 1829.  Triptognathus sibilans ingår i släktet Triptognathus och familjen brokparasitsteklar. Inga underarter finns listade i Catalogue of Life.